# 马利亚纳县
马利亚纳县是东帝汶民主共和国博博纳罗区的一个县，该县面积239.35平方公里，2010年人口普查时时人口为25234，县治位于马利亚纳。